# Mount Christensen
Mount Christensen ist ein markanter, vereister und 1475 m hoher Berg im ostantarktischen Enderbyland. Er ragt an der Südwestseite des Rayner-Gletschers auf. Etwa 20 Kilometer westlich liegen die Berge der Deutsch-Sowjetischen Freundschaft.
Teilnehmer der British Australian and New Zealand Antarctic Research Expedition (1929–1931) unter der Leitung des australischen Polarforschers Douglas Mawson entdeckten den Berg am 30. Januar 1930. Mawson benannte ihn nach dem norwegischen Walfangunternehmer Lars Christensen (1884–1965), der zahlreiche Expeditionsfahrten in die Antarktis finanziert hatte (siehe Norwegische Antarktisexpedition).